# Antonio Mazzocchi
Antonio Mazzocchi (Napoli, 15 agosto 1938) è un politico italiano.

## Biografia

### Attività politica
Tra i fondatori di Alleanza Nazionale (AN), aderendo alla svolta di Fiuggi di Gianfranco Fini, alle elezioni politiche del 1994 si candida alla Camera dei deputati nel collegio uninominale di Roma-Collatino, sostenuto dalla coalizione di centro-destra Polo del Buon Governo in quota AN, venendo eletto deputato con il 50,33% dei voti contro il candidato dell'Alleanza dei Progressisti Vincenzo Visco (49,67%).
In passato è stato Consigliere del XX Municipio del Comune di Roma, eletto con oltre 23.000 preferenze, Consigliere comunale della capitale, nella cui amministrazione ha ricoperto l'incarico di Assessore alla Scuola e Servizi Sociali.
Ha ricoperto il ruolo di segretario amministrativo di AN alla Camera nel 1996.
Segretario di Presidenza della Camera è stato Questore della Camera dei Deputati fino a maggio del 2013.
Deputato del Popolo della Libertà, ha fondato l'associazione culturale e politica del "Movimento cristiano riformista", con lo scopo di valorizzare la cultura del popolarismo italiano e di rappresentare l'"anima cattolica" del PdL.

## Opere

### Libri
- A tavola con la storia. Avvenimenti, personaggi e ricette che hanno fatto l'Italia. (2009)
- Una speranza chiamata Italia. (2013)
- La democrazia intelligente. (2015)
- Onorevole? No, grazie avvocato! (2015)
- La memoria dell'Occidente. (2017)
- La politica facile. Democrazia, crisi della rappresentanza e deriva populista. (2019)
- Pandemia e Populismo. (2021)